# 薩默塞特鎮區 (伊利諾伊州傑克遜縣)
薩默塞特鎮區（英語：Somerset Township）是位於美國伊利諾伊州傑克遜縣的一個行政鎮區。

## 地方資料
根據2010年美國人口普查的數據，薩默塞特鎮區的面積為97.50平方千米，當中陸地面積為96.20平方千米，而水域面積為1.30平方千米。當地共有人口4075人，而人口密度為每平方千米41.79人。